# Lewis Moonie
Lewis George Moonie, baron Moonie (né le 25 février 1947 à Dundee) est un homme politique du Royaume-Uni. Il est député travailliste pour Kirkcaldy de 1987 à 2005. Il est pair à vie de 2005 à 2022.

## Jeunesse
Il fréquente la Grove Academy de Dundee et étudie la médecine à la Bute Medical School de l'Université de St Andrews et obtient un MB ChB en 1970. En 1981, il est diplômé de l'Université d'Édimbourg avec une maîtrise en médecine communautaire. Il est également DPM en 1975, MRCPsych en 1979 et MFCM en 1984. De 1982 à 1986, il est conseiller au conseil régional de Fife.
De 1973 à 1975, il est stagiaire registraire en psychiatrie. De 1975 à 1980, il est chercheur en pharmacologie clinique et conseiller médical dans l'industrie pharmaceutique en Suisse, aux Pays-Bas et à Édimbourg. De 1980 à 1984, il est stagiaire en médecine communautaire pour le Fife Health Board, devenant spécialiste en médecine communautaire de 1984 à 1987.

## Carrière parlementaire
Il est élu aux élections générales de 1987 comme député de Kirkcaldy et sert jusqu'à sa retraite de la Chambre des communes aux élections générales de 2005. Il est ministre subalterne au ministère de la Défense de 2001 à 2003.
Il est créé pair à vie, le 22 juin 2005, avec le titre de baron Moonie, de Bennochy à Fife. Il démissionne le 28 avril 2022.

### Le scandale "argent contre influence"
Fin janvier 2009, le Sunday Times implique Lord Moonie dans une «opération de piqûre» classique. Avec trois autres pairs travaillistes, Lord Moonie est approché par un journaliste. Des quatre, Lord Moonie est le seul à être blanchit par la suite par le sous-comité des intérêts des lords de la Chambre des lords.
Dans le journal, "Moonie dit qu'il contacterait Healey et propose d'identifier les personnes qui pourraient déposer un amendement." Il cite une redevance annuelle pour son aide de 30 000 £. Lord Moonie aurait déclaré: «Je n'ai pas accepté de modifier la législation. J'ai accepté de chercher à aider à trouver un moyen d'essayer de modifier la législation. ".
Le sous-comité sur les intérêts des lords de la Chambre des lords est invité à faire rapport sur la question. Il conclut que "sur la norme de preuve que nous avons fixée, nous ne trouvons pas que Lord Moonie a exprimé une volonté claire de violer le Code en faisant la promotion d'amendements au nom des lobbyistes en échange d'un paiement".
Le Comité des privilèges des Lords examine le rapport du sous-comité. Il publie ses conclusions le 14 mai 2009. Il convient que Lord Moonie n'a pas enfreint le code.

## Vie privée
Il épouse Sheila Ann Burt le 28 décembre 1971. Ils ont deux fils.